# Bellefonte (Pensilvânia)
Bellefonte é um distrito localizado no estado norte-americano de Pensilvânia, no Condado de Centre.

## Demografia
Segundo o censo norte-americano de 2000, a sua população era de 6395 habitantes. 
Em 2006, foi estimada uma população de 6131, um decréscimo de 264 (-4.1%).

## Geografia
De acordo com o United States Census Bureau tem uma área de 
4,7 km², dos quais 4,7 km² cobertos por terra e 0,0 km² cobertos por água. Bellefonte localiza-se a aproximadamente 397 m acima do nível do mar.

## Localidades na vizinhança
O diagrama seguinte representa as localidades num raio de 12 km ao redor de Bellefonte. 